# هراند ینگیباریان
هراند ینگیباریان (ارمنی: Հրանտ Ենգիբարյան؛ زادهٔ  - درگذشته ) یک سیاستمدار اهل ارمنستان که از تاریخ ۱۸ مارس ۱۹۷۵ تا تاریخ  ۲۸ آوریل ۱۹۷۵ سمت شهردار ایروان را برعهده داشت.